# Давкино
Да́вкино (рос. Давкино) — присілок в Можгинському районі Удмуртії, Росія.
Урбаноніми:
- вулиці — Велика, Залогова, Зарічна, Мала, Шкільна

## Населення
Населення — 70 осіб (2010; 104 в 2002).
Національний склад станом на 2002 рік:
- удмурти — 86 %